# الشخصية المحمدية (كتاب)
كتاب الشخصية المحمدية هو كتاب للشاعر العراقي معروف الرصافي كتبه في الفلوجة عام 1933م. نشرته دار منشورات الجمل عام 2002م. أحدث ضجة واسعة في العالم الإسلامي فور نشره وتعرض للمنع في عدد من الدول العربية.[بحاجة لمصدر]
فكك الرصافي شخصية الرسول محمد، وفق الروايات المتداولة في كتب التراث عن كل الأحداث التي شارك فيها. تحدث عن نشأته، وزواجه بالسيدة خديجة، وفضلها في انتشار الإسلام، وتطرق إلى حروب الرسول، ونزول الوحي، والاعتكاف في الغار، مشيراً إلى أنه تعلم ذلك من ورقة بن نوفل، ابن عم خديجة بنت خويلد.
اعتبر الرصافي أن الرسول أذكى شخص في التاريخ، لأنه شكل ديناً لا يزال مستمراً حتى الآن، ويتبعه أكثر من مليار شخص، لكنه رفض توصيفه بالنبي، ورفض الإيمان بالمعجزات مثل «رحلة الإسراء والمعراج».